# شراب الشعير

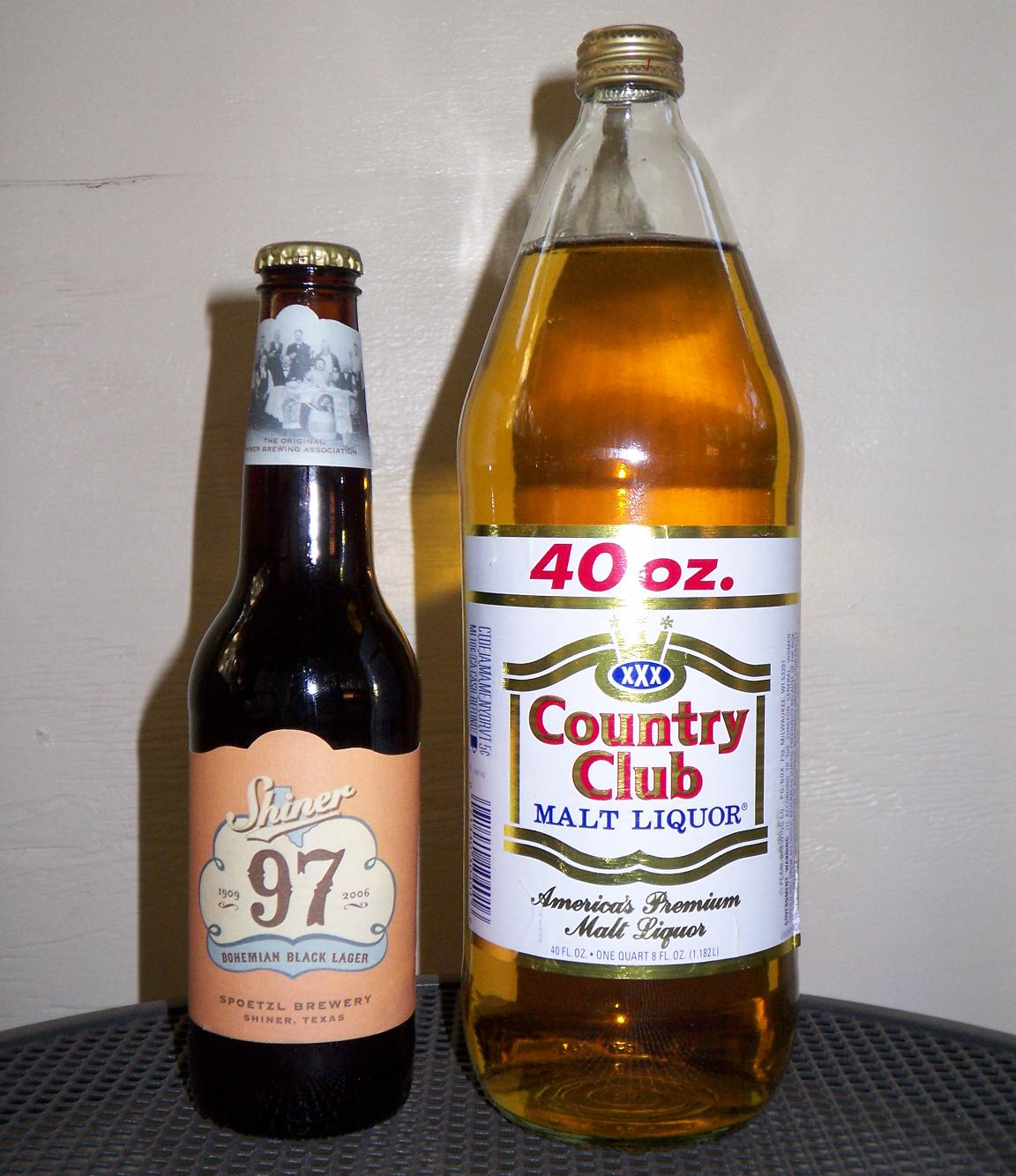
شراب الشعير (country club) مع بيرة (shiner)

الشعير المخمر أو مشروب المالط (بالإنجليزية: Malt liquor)‏ هو نوع من أنواع الجعة التي تحتوي على نسبة عالية من الكحول.

## التاريخ
تم توثيق مصطلح «شراب الشعير» في إنجلترا عام 1690 كمصطلح عام يشمل البيرة. ظهر أول ذكر للمصطلح في أمريكا الشمالية في براءة اختراع صادرة عن الحكومة الكندية في 6 يوليو 1842.